# Ricardo Aguilar
Pour les articles homonymes, voir Aguilar.
Aguilar  Garita est un nom espagnol. Le premier nom de famille, en général paternel, est Aguilar ; le second, en général maternel, souvent omis, est Garita.
José Ricardo Aguilar Garita, né le 15 octobre 2001 à Orotina, est un coureur cycliste costaricien.

## Biographie
Ricardo Aguilar s'intéresse au cyclisme depuis son plus jeune âge. Vers 2017, il commence à s'entraîner sérieusement en privilégiant les compétitions sur route. Il pratique aussi occasionnellement le VTT. Dans cette dernière discipline, il remporte la Trans Costa Rica MTB en 2022. La même année, il devient champion du Costa Rica sur route espoirs. Il participe également à ses premières compétitions européennes en Espagne, sous les couleurs d'un club navarrais. Dans le même temps, il suit des études en droit des affaires.
Lors de la saison 2023, il se rend de nouveau dans la péninsule ibérique pour disputer quelques compétitions chez les amateurs. Il termine par ailleurs deuxième d'une étape du Tour du Nicaragua, ou encore cinquième d'une étape du Tour du Costa Rica. En 2024, il se classe quatrième de la course en ligne des championnats du monde universitaires et cinquième du championnat d'Amérique centrale sur route. 
En mars 2025, il est sacré quadruple quadruple champion national sur piste, dans la poursuite individuelle, la course à l'élimination, l'omnium et la course aux points.

## Palmarès sur route

### Par année
- 2022
  -  Champion du Costa Rica sur route espoirs
- 2023
  - 3e du championnat du Costa Rica sur route espoirs

### Classements mondiaux
| Année            | 2022 | 2023 |
| ---------------- | ---- | ---- |
| UCI America Tour | 370e | 432e |

## Palmarès en VTT
- 2022
  - Trans Costa Rica

## Palmarès sur piste
- 2025[6]
  -  Champion du Costa Rica de poursuite
  -  Champion du Costa Rica de l'élimination
  -  Champion du Costa Rica de l'omnium
  -  Champion du Costa Rica de course aux points
  - 2e du championnat du Costa Rica du scratch